# Das Haus am Meer (2001)
Das Haus am Meer ist ein US-amerikanisches Melodram, das im Jahr 2001 mit Kevin Kline als Hauptdarsteller gedreht wurde.

## Handlung
George Monroe ist geschieden, lebt in einem völlig heruntergekommenen Haus in bester Lage am Meer. Er verliert nach 20 Jahren Betriebszugehörigkeit seinen Job als Modellbauer in einem Architekturbüro, kurz nach der Kündigung bricht er zusammen und erfährt wenig später, dass er Krebs im Endstadium hat. George hat nur noch kurze Zeit zu leben und will nun endlich seinen langgehegten Traum, ein neues Haus auf dem Platz des alten zu bauen, verwirklichen. Dazu benötigt er jedoch die Hilfe seines schwierigen und drogensüchtigen Sohnes Sam, der ihm längst völlig entfremdet ist. George hofft, dass sie sich durch die gemeinsame Tätigkeit wieder näherkommen. Während der Arbeiten verändert sich Sam tatsächlich, lässt die Finger von Drogen und baut wieder eine engere Beziehung zu seinem Vater, zu seiner Mutter Robin und auch zu Alyssa, seiner ersten Liebe, auf. Aber auch George und seine Ex-Frau kommen sich schnell wieder näher. Allerdings ahnt niemand von den anderen, dass George nur noch so kurze Zeit zu leben hat. Unmittelbar vor seinem Tod kann George dann einen Blick auf das von seiner Familie und weiteren Helfern in Windeseile fertiggestellte Traumhaus werfen und bemerkt: „Ich habe mir ein neues Leben gebaut!“

## Kritik
Lexikon des internationalen Films: „Die voraussehbare Kalkuliertheit der Geschichte sowie die beständige Provokation sentimentaler Gefühle überwuchern den durchaus konstruktiven Geist der Geschichte sowie die gelegentlichen Ansätze zu ironischer Kommentierung.“

## Auszeichnungen (Auswahl)
- Hayden Christensen war 2001 für den Golden Globe nominiert. Im selben Jahr wurde er vom National Board of Review mit dem NBR Award in der Kategorie Best Breakthrough Performance by an Actor ausgezeichnet.
- Die Deutsche Film- und Medienbewertung FBW in Wiesbaden verlieh dem Film das Prädikat wertvoll.